# 中央宣興
中央宣興株式会社（ちゅうおうせんこう）は、東京都中央区に本社があった中堅規模の広告代理店。2010年10月5日に自己破産を申請した。負債総額は76億3100万円。

## 概要
武富士ダンサーズのプロモーションなどを手掛けた。
1966年にタイ、1971年に香港に現地法人を置くなど、古くから東南アジアを中心に積極的に海外進出に取り組んだ。しかし、大口取引先の金融会社である武富士が2010年9月に経営破綻してしまう。このため、同社との取引が出来なくなったため、翌月、自己破産を申請、武富士ダンサーズも事実上解散した。ただし、2016年8月現在もアジア圏にある支社は時期は不明ながら大沢家の関係する会社に株式を譲渡していたため破産の影響も無く事業を継続している。海外グループの本社は中央宣興（タイランド）社。2016年10月13日、法人格消滅。

## 日本国外の現地法人
- 中央宣興タイランド - 1966年9月に中央宣興バンコクとして設立。
- 中央宣興香港 - 1971年7月設立。
- 中央宣興インドネシア - 1976年1月設立。
- 中央宣興インターナショナル - 1982年5月設立。
- 中央宣興シンガポール - 1984年5月設立。
- 中央宣興ベトナム - 1999年12月設立。
- 中央宣興マレーシア - 2001年10月設立、2013年3月閉鎖。
- 中央宣興台湾 - 2002年6月設立。
- 中央宣興ベトナム - 2002年11月設立。